# Universidad de Temple en Japón
La Universidad de Temple en Japón , Temple University in Japan en inglés, las siglas TUJ en inglés y UTJ en español y en idioma japonés テンプル大学ジャパンキャンパス es un campus de la Universidad de Temple situado en Japón, más concretamente en  Tokio. Tiene 1286 alumnos, lo que le convierte en la más antigua y grande universidad extranjera en Japón. De estos alumnos, la mitad son japoneses y el resto de Estados Unidos y de otros 40 países más. De los alumnos 851 de pregrado y 435 de postgrado. 
El campus está equipado con varios laboratorios de computación, una biblioteca con más de 50.000 libros, 300 suscripciones a revistas y acceso a una amplia colección en línea, una Oficina de Desarrollo de Carrera, una Oficina de Asesoramiento, un estudio de producción de audio, capacidades de edición de vídeo y un Centro de Enseñanza y el Aprendizaje proporcionando tutoría gratuita a los estudiantes.